# Nemzetközi egység
A nemzetközi egység, rövidítve NE mértékegység a farmakológiában. Anyagmennyiséget mér biológiailag aktív anyagok biológiai hatása alapján. Főleg vitaminok, hormonok, vakcinák, vérkészítmények esetében használják.

## Vitaminok NE értékének átszámítása
A-vitamin
1 NE = 0,3 μg all-transz-retinol (retinaldehid)
1 NE = 0,344 μg all-transz-retinol-acetát
1 NE = 0,55 μg all-transz-palmitát (retinol-palmitát)
1 NE = 1,2 μg α-karotin, β-kriptoxantin, likopin, lutein és zeaxantin
1 NE = 0,6 μg béta-karotin
All-trans-retinoic acid, tretinoin (nincs adat)
1 RE (Retinol Ekvivalens) = 1 μg all-transz-retinol
B-vitamin
1 NE = 1 mg niacin, nikotinsav
1 NE = 60 mg triptofán
C-vitamin
1 NE = 50 μg aszkorbinsav
D-vitamin
1 NE = 0,025 μg kolekalciferol
E-vitamin
1 NE = 0,666 mg d-α-tokoferol
1 NE = 0,9 mg dl-α-tokoferol
1 NE = 1 mg dl-α-tokoferol-acetát